# José Fernando Aguirre Gil
José Fernando Aguirre Gil (Madrid, 1918 – Barcelona, 1996) fou un periodista i historiador espanyol.

## Biografia
Estudià a l'escola de periodistes El Debate, de la capital espanyola, entre 1934 i 1936, així com a l'Escola Oficial de Periodisme (1940 – 1941). Admès al Registre Oficial de Periodistes el 1941, inicià la seva carrera professional al si de la cadena de diaris del Movimiento, de la qual fou corresponsal al Caire i Tetuan. Fou director dels diaris Albacete (1942) i Amanecer de Saragossa (1942 – 1945) i redactor en cap de Fotos de Madrid (1945) i Solidaridad Nacional de Barcelona (1946 – 1963). Arrelat a Catalunya des de mitjans dels quaranta, fou cap de compaginació de Tele/eXpres entre 1964 i 1972 i redactor en cap de El Noticiero Universal els anys 1972 – 1985, coincidint amb la direcció de Josep Tarín Iglesias i fins al mateix tancament del diari.
Col·laborà amb moltes altres capçaleres de premsa i fins i tot a Radio Nacional (1960). Exercí també com a professor de periodisme a la Universitat de Navarra i a l'Escola de Periodisme de l'Església a Barcelona. Casà amb Consuelo Richart Sotés. Home d'una àmplia cultura i especialista en política internacional, publicà diverses obres sobre els grans conflictes bèl·lics del segle xx, com ara La Segunda Guerra Mundial (1963), Las Guerras de la postguerra (1964) i La Gran Guerra y la Revolución Rusa (1966), així com un estudi sobre Vicens Vives (Jaime Vicens Vives: un historiador en la historia de su tiempo, 1976). També feu incursions en la narrativa, amb La careta de barro (1961) i altres petites obres que han restat inèdites, així com adaptacions d'obres d'altres autors, com ara Los Hijos del capitán Grant (1982).

## Fons personal
El seu fons personal va ingressar a l'Arxiu Nacional de Catalunya, a títol de comodat per part de la Fundació Moret i Marguí, el dia 23 de febrer de 2010. El fons inclou documentació aplegada i produïda per José Fernando Aguirre Gil, principalment, com a resultat de la seva activitat professional i creativa. Inclou documentació identificativa, dels estudis d'història i la convalidació dels de periodisme, bancària i militar, així com aplegada de la família de la seva esposa, Consuelo Richart Sotés. El fons conté abundant documentació sobre l'expedient laboral i professional del productor, així com manuscrits i mecanoscrits i retalls de premsa dels articles públicats en mitjans com ara Informaciones i ´Pueblo (Madrid), Albacete, Arriba España (Pamplona), Baleares, La Voz de España (Sant Sebastia), Amanecer (Saragossa) i, molt especialment, la Solidaridad Nacional i El Noticiero Universal. Pel que fa a la seva creació literària destaquen diversos originals de novel·les publicades i inèdites, en particular, La careta de barro (1961), així com diversos assaigs de caràcter històric, com ara, entre d'altres, Las guerras de la postguerra (1964) i Jaime Vicens Vives: un historiador en la historia de su tiempo (1976). El fons aplega també una petita mostra de correspondència rebuda, el testimoni de l'adscripció del productor a l'Associació de la Premsa de Barcelona i la Cooperativa Militar de Barcelona, així com de viatges a Egipte i el Marroc. Pel que fa a les vinculacions amb el franquisme, destaquen la sol·licitud de Medalla de Vieja Guardia de la Falange (1957) i la targeta d'allotjament amb motiu de visita del general Franco a la conca de la Noguera Ribagorçana (1953). Finalment, el fons aplega dossiers temàtics, fitxes bibliogràfiques i retalls de premsa. En el seu conjunt, facilita una aproximació força completa a la trajectòria professional i creativa i a l'evolució ideològica d'un periodista en actiu a la Prensa del Movimiento.